# Премія «Сезар» за найкращий документальний фільм
Премія «Сезар» за найкращий документальний фільм (фр. César du meilleur film documentaire) — одна з основних нагород Академії мистецтв та технологій кінематографа Франції у рамках національної кінопремії «Сезар», яку присуджують починаючи з 2007 року.

## Лауреати та номінанти
Імена переможців виділено окремим кольором

### 1995
| Церемонія   | Фільм (Українська назва) | Оригінальна назва                      | Режисер(и)                       |
| ----------- | ------------------------ | -------------------------------------- | -------------------------------- |
| 20-а (1995) | • На місці злочину       | Délits flagrants                       | Раймон Депардон                  |
| 20-а (1995) | •                        | Bosna!                                 | Бернар-Анрі Леві та Ален Феррарі |
| 20-а (1995) | •                        | La véritable histoire d'Artaud le momo | Жерар Морділла та Жером Прієр    |
| 20-а (1995) | • Монтан                 | Montand, le film                       | Жан Лабіб                        |
| 20-а (1995) | • Цахал                  | Tsahal                                 | Клод Ланцман                     |
| 20-а (1995) | • Цедек — просто         | Tzedek - Les justes                    | Марек Гальтер                    |
| 20-а (1995) | •                        | Veillées d'armes                       | Марсель Офюльс                   |

### 2007—2010
| Церемонія   | Фільм (Українська назва)                   | Оригінальна назва                       | Режисер(и)                       |
| ----------- | ------------------------------------------ | --------------------------------------- | -------------------------------- |
| 32-а (2007) | • У шкірі Жака Ширака                      | Dans la peau de Jacques Chirac          | Карл Зеро та Мішель Ройєр        |
| 32-а (2007) | • Донька судді                             | La fille du juge                        | Вільям Карел                     |
| 32-а (2007) | • Говорить Нажак: Земля, прийом            | Ici Najac, à vous la terre              | Жан-Анрі Мюньє                   |
| 32-а (2007) | • Там                                      | Là-bas                                  | Шанталь Акерман                  |
| 32-а (2007) | • Зідан: Портрет 21-го століття            | Zidane, un portrait du xxie siècle      | Дуглас Гордон та Філіп Паррено   |
| 33-я (2008) | • Адвокат терору                           | L'Avocat de la terreur                  | Барбет Шредер                    |
| 33-я (2008) | • Закохані тварини                         | Les Animaux amoureux                    | Лоран Шарбоньє                   |
| 33-я (2008) | • Божевільні мудреці і розумні божевільні  | Les Lip, l'imagination au pouvoir       | Крістіан Руа                     |
| 33-я (2008) | • Перший плач                              | Le Premier Cri                          | Жиль де Местр                    |
| 33-я (2008) | • Повернення в Нормандію                   | Retour en Normandie                     | Ніколя Філібер                   |
| 34-а (2009) | • Узбережжя Аньєс                          | Les Plages d'Agnès                      | Аньєс Варда                      |
| 34-а (2009) | • Її звуть Сабіна                          | Elle s'appelle Sabine                   | Сандрін Боннер                   |
| 34-а (2009) | • Я буду спати в Голлівуді                 | J'irai dormir à Hollywood               | Антуан де Максімі                |
| 34-а (2009) | • Табарлі                                  | Tabarly                                 | П'єр Марсель                     |
| 34-а (2009) | • Сучасне життя: Портрети селян            | La Vie moderne                          | Раймон Депардон                  |
| 35-а (2010) | • Ад Анрі-Жоржа Клузо                      | L'Enfer d'Henri-Georges Clouzot         | Серж Бромберг и Руксандра Медреа |
| 35-а (2010) | • Танець: Балет Паризької опери            | La Danse, le ballet de l'Opéra de Paris | Фредерік Вайсман                 |
| 35-а (2010) | • Гімалаї, небесний шлях                   | Himalaya, le chemin du ciel             | Маріанна Шу                      |
| 35-а (2010) | • Дім. Історія подорожі                    | Home                                    | Ян Артюс-Бертран                 |
| 35-а (2010) | • Не звільняйте мене, з цим я сам впораюся | Ne me libérez pas, je m'en charge       | Фаб'єн Годе                      |

### 2011—2020
| Церемонія   | Фільм (Українська назва)                        | Оригінальна назва                               | Режисер(и)                             |
| ----------- | ----------------------------------------------- | ----------------------------------------------- | -------------------------------------- |
| 36-а (2011) | • Океани                                        | Ωcéans                                          | Жак Перрен, Жак Клюзо                  |
| 36-а (2011) | • Бенда Білілі!                                 | Benda Bilili!                                   | Флоран де Ла Тюйяє, Рено Баррет        |
| 36-а (2011) | • Клівленд проти Волл-стріт                     | Cleveland contre Wall Street                    | Жан-Стефан Брон                        |
| 36-а (2011) | • У наших руках                                 | Entre nos mains                                 | Маріана Отеро                          |
| 36-а (2011) | • Ів Сен-Лоран — П'єр Берже: Божевільне кохання | Yves Saint Laurent - Pierre Bergé, l'amour fou  | П'єр Торретон                          |
| 37-а (2012) | • Все у Ларзаці                                 | Tous au Larzac                                  | Крістіан Руа                           |
| 37-а (2012) | • Бал брехунів                                  | Le bal des menteurs                             | Даніель Леконт                         |
| 37-а (2012) | • Божевільний кінь                              | Crazy Horse                                     | Фредерік Вайсман                       |
| 37-а (2012) | •                                               | Ici on noie les Algériens                       | Ясміна Аді                             |
| 37-а (2012) | • Мішель Петруччіані                            | Michel Petrucciani                              | Майкл Редфорд                          |
| 38-а (2013) | • Невидимі                                      | Les Invisibles                                  | Себастьєн Ліфшиц                       |
| 38-а (2013) | •                                               | Bovines ou la vraie vie des vaches              | Еммануель Грас                         |
| 38-а (2013) | • Дач, власник пекельних кузень                 | Duch, le maître des forges de l'enfer           | Рітхі Пань                             |
| 38-а (2013) | • Щоденник Франції                              | Journal de France                               | Клодін Нугаре, Раймон Депардон         |
| 38-а (2013) | •                                               | Les Nouveaux Chiens de garde                    | Жиль Балбастр, Яннік Керґоа            |
| 39-а (2014) | • По дорозі до школи                            | Sur le chemin de l'école                        | Паскаль Пліссон                        |
| 39-а (2014) | • Як я зненавидів математику                    | Comment j'ai détesté les maths                  | Олів'є Пейон                           |
| 39-а (2014) | • Остання несправедливість                      | Le Dernier des injustes                         | Клод Ланцман                           |
| 39-а (2014) | • Якось у лісі                                  | Il était une forêt                              | Люк Жаке                               |
| 39-а (2014) | • Дім радіо                                     | La Maison de la radio                           | Ніколя Філібер                         |
| 40-а (2015) | • Сіль Землі                                    | The Salt of the Earth / Le Sel de la Terre      | Вім Вендерс, Джуліано Рібейро Сальгадо |
| 40-а (2015) | • Карикатуристи                                 | Caricaturistes, fantassins de la démocratie     | Стефані Валлоатто                      |
| 40-а (2015) | •                                               | Les Chèvres de ma mère                          | Софі Одір                              |
| 40-а (2015) | •                                               | La Cour de Babel                                | Жулі Бертучеллі                        |
| 40-а (2015) | • Національна галерея                           | National Gallery                                | Фредерік Вайсман                       |
| 41-а (2016) | • Завтра                                        | Demain                                          | Сиріл Діон, Мелані Лоран               |
| 41-а (2016) | • Перламутровий ґудзик                          | El botón de nácar                               | Патрісіо Гусман                        |
| 41-а (2016) | •                                               | фр. Cavanna jusqu'à l'ultime seconde, j’écrirai | Деніс Робер                            |
| 41-а (2016) | • Зникле зображення                             | L'image manquante                               | Ритхі Пань                             |
| 41-а (2016) | • Молодь Німеччини                              | Une jeunesse allemande                          | Жан-Габріель Перьо                     |
| 42-а (2017) | • Дякую, бос!                                   | Merci Patron !                                  | Франсуа Раффін                         |
| 42-а (2017) | • Море у вогні                                  | Fuocoammare, par-delà Lampedusa                 | Джанфранко Розі                        |
| 42-а (2017) | • Останні новини з космосу                      | Dernières nouvelles du cosmos                   | Жулі Бертучеллі                        |
| 42-а (2017) | • Розв'язність                                  | Swagger                                         | Олів'є Бабіне                          |
| 42-а (2017) | • Подорож через французьке кіно                 | Voyage à travers le cinéma français             | Бертран Таверньє                       |
| 43-я (2018) | • «Я вам не негр»                               | I Am Not Your Negro                             | Рауль Пек                              |
| 43-я (2018) | • «12 днів»                                     | 12 jours                                        | Раймон Депардон                        |
| 43-я (2018) | • «Обличчя, села»                               | Visages, villages                               | Аньєс Варда та JR                      |
| 43-я (2018) | • «Ділянка 35»                                  | Carré 35                                        | Ерік Каравака                          |
| 43-я (2018) | • «Вголос: Сила мови»                           | À voix haute: La Force de la parole             | Стефан де Фрейтас                      |
| 44-а (2019) | • «Ні суддя, ні підсудна»                       | Ni juge, ni soumise                             | Жан Лібон та Ів Інан                   |
| 44-а (2019) | • «Америка»                                     | America                                         | Клаус Дрексель                         |
| 44-а (2019) | • «Кожен момент»                                | De chaque instant                               | Ніколя Філібер                         |
| 44-а (2019) | • «Великий Бал»                                 | Le Grand Bal                                    | Летиція Картон                         |
| 44-а (2019) | • «Позов проти Мандели та інших»                | Le procès contre Mandela et les autres          | Ніколя Чампо та Жиль Порте             |